# Campeonato Britânico de Patinação Artística no Gelo
O Campeonato Britânico de Patinação Artística no Gelo (em inglês:  British Figure Skating Championships) é uma competição nacional anual de patinação artística no gelo do Reino Unido, e é organizada pela National Ice Skating Association (NISA). Os patinadores competem em quatro eventos, individual masculino, individual feminino, duplas e dança no gelo, no nível sênior. 
A competição determina os campeões nacionais e os representantes do Reino Unido em competições internacionais como Campeonato Mundial, Campeonato Mundial Júnior, Campeonato Europeu e os Jogos Olímpicos de Inverno.

## Edições
| Ano        | Edição                                                | Cidade sede                                           | Sênior                                                | Sênior                                                | Sênior                                                | Sênior                                                | Ref                     |
| Ano        | Edição                                                | Cidade sede                                           | M                                                     | F                                                     | P                                                     | D                                                     | Ref                     |
| ---------- | ----------------------------------------------------- | ----------------------------------------------------- | ----------------------------------------------------- | ----------------------------------------------------- | ----------------------------------------------------- | ----------------------------------------------------- | ----------------------- |
| 1902       | 1.ª                                                   | Henglers                                              | •                                                     | –                                                     | –                                                     | –                                                     | [ 1 ] [ 2 ] [ 3 ] [ 4 ] |
| 1903       | 2.ª                                                   | Londres                                               | •                                                     | –                                                     | –                                                     | –                                                     | [ 1 ] [ 2 ] [ 3 ] [ 4 ] |
| 1904       | 3.ª                                                   | Londres                                               | •                                                     | –                                                     | –                                                     | –                                                     | [ 1 ] [ 2 ] [ 3 ] [ 4 ] |
| 1905       | 4.ª                                                   | Londres                                               | •                                                     | –                                                     | –                                                     | –                                                     | [ 1 ] [ 2 ] [ 3 ] [ 4 ] |
| 1906       | 5.ª                                                   | Londres                                               | •                                                     | –                                                     | –                                                     | –                                                     | [ 1 ] [ 2 ] [ 3 ] [ 4 ] |
| 1907       | 6.ª                                                   | Londres                                               | •                                                     | –                                                     | –                                                     | –                                                     | [ 1 ] [ 2 ] [ 3 ] [ 4 ] |
| 1908       | 7.ª                                                   | Londres                                               | •                                                     | –                                                     | –                                                     | –                                                     | [ 1 ] [ 2 ] [ 3 ] [ 4 ] |
| 1909       | 8.ª                                                   | Londres                                               | •                                                     | –                                                     | –                                                     | –                                                     | [ 1 ] [ 2 ] [ 3 ] [ 4 ] |
| 1910       | 9.ª                                                   | Londres                                               | •                                                     | –                                                     | –                                                     | –                                                     | [ 1 ] [ 2 ] [ 3 ] [ 4 ] |
| 1911       | 10.ª                                                  | Londres                                               | •                                                     | –                                                     | –                                                     | –                                                     | [ 1 ] [ 2 ] [ 3 ] [ 4 ] |
| 1912       | 11.ª                                                  | Londres                                               | •                                                     | –                                                     | –                                                     | –                                                     | [ 1 ] [ 2 ] [ 3 ] [ 4 ] |
| 1913       | 12.ª                                                  | Londres                                               | •                                                     | –                                                     | –                                                     | –                                                     | [ 1 ] [ 2 ] [ 3 ] [ 4 ] |
| 1914– 1919 | Não houve competição devido a Primeira Guerra Mundial | Não houve competição devido a Primeira Guerra Mundial | Não houve competição devido a Primeira Guerra Mundial | Não houve competição devido a Primeira Guerra Mundial | Não houve competição devido a Primeira Guerra Mundial | Não houve competição devido a Primeira Guerra Mundial | [ 1 ] [ 2 ] [ 3 ] [ 4 ] |
| 1920       | 13.ª                                                  | Manchester                                            | •                                                     | –                                                     | –                                                     | –                                                     | [ 1 ] [ 2 ] [ 3 ] [ 4 ] |
| 1921       | 14.ª                                                  | Manchester                                            | •                                                     | –                                                     | –                                                     | –                                                     | [ 1 ] [ 2 ] [ 3 ] [ 4 ] |
| 1922       | 15.ª                                                  | Manchester                                            | •                                                     | –                                                     | –                                                     | –                                                     | [ 1 ] [ 2 ] [ 3 ] [ 4 ] |
| 1923       | 16.ª                                                  | Manchester                                            | •                                                     | –                                                     | –                                                     | –                                                     | [ 1 ] [ 2 ] [ 3 ] [ 4 ] |
| 1924       | 17.ª                                                  | Manchester                                            | •                                                     | –                                                     | –                                                     | –                                                     | [ 1 ] [ 2 ] [ 3 ] [ 4 ] |
| 1925       | 18.ª                                                  | Manchester                                            | •                                                     | –                                                     | –                                                     | –                                                     | [ 1 ] [ 2 ] [ 3 ] [ 4 ] |
| 1926       | 19.ª                                                  | Ice Club                                              | •                                                     | •                                                     | –                                                     | –                                                     | [ 1 ] [ 2 ] [ 3 ] [ 4 ] |
| 1927       | 20.ª                                                  | Manchester                                            | •                                                     | •                                                     | –                                                     | –                                                     | [ 1 ] [ 2 ] [ 3 ] [ 4 ] |
| 1928       | 21.ª                                                  | Ice Club                                              | •                                                     | •                                                     | –                                                     | –                                                     | [ 1 ] [ 2 ] [ 3 ] [ 4 ] |
| 1929       | 22.ª                                                  | Manchester                                            | •                                                     | •                                                     | –                                                     | –                                                     | [ 1 ] [ 2 ] [ 3 ] [ 4 ] |
| 1930       | 23.ª                                                  | Oxford / Golders Green                                | •                                                     | •                                                     | –                                                     | –                                                     | [ 1 ] [ 2 ] [ 3 ] [ 4 ] |
| 1931       | 24.ª                                                  | Purley / Manchester                                   | •                                                     | •                                                     | –                                                     | –                                                     | [ 1 ] [ 2 ] [ 3 ] [ 4 ] |
| 1932       | 25.ª                                                  | Bornemouth / Park Lane                                | •                                                     | •                                                     | –                                                     | –                                                     | [ 1 ] [ 2 ] [ 3 ] [ 4 ] |
| 1933       | 26.ª                                                  | Manchester / Westminster                              | •                                                     | •                                                     | –                                                     | –                                                     | [ 1 ] [ 2 ] [ 3 ] [ 4 ] |
| 1934       | 27.ª                                                  | Westminster / Streatham                               | •                                                     | •                                                     | –                                                     | –                                                     | [ 1 ] [ 2 ] [ 3 ] [ 4 ] |
| 1935       | 28.ª                                                  | Streatham / Westminster                               | •                                                     | •                                                     | –                                                     | –                                                     | [ 1 ] [ 2 ] [ 3 ] [ 4 ] |
| 1936       | 29.ª                                                  | Harringay                                             | •                                                     | •                                                     | –                                                     | –                                                     | [ 1 ] [ 2 ] [ 3 ] [ 4 ] |
| 1937       | 30.ª                                                  | Wembley                                               | •                                                     | •                                                     | –                                                     | –                                                     | [ 1 ] [ 2 ] [ 3 ] [ 4 ] |
| 1938       | 31.ª                                                  | Wembley                                               | •                                                     | •                                                     | –                                                     | –                                                     | [ 1 ] [ 2 ] [ 3 ] [ 4 ] |
| 1939– 1943 | Não houve competição devido a Segunda Guerra Mundial  | Não houve competição devido a Segunda Guerra Mundial  | Não houve competição devido a Segunda Guerra Mundial  | Não houve competição devido a Segunda Guerra Mundial  | Não houve competição devido a Segunda Guerra Mundial  | Não houve competição devido a Segunda Guerra Mundial  | [ 1 ] [ 2 ] [ 3 ] [ 4 ] |
| 1944       | 32.ª                                                  | Wembley                                               | •                                                     | •                                                     | –                                                     | –                                                     | [ 1 ] [ 2 ] [ 3 ] [ 4 ] |
| 1945       | 33.ª                                                  | Wembley                                               | •                                                     | •                                                     | –                                                     | –                                                     | [ 1 ] [ 2 ] [ 3 ] [ 4 ] |
| 1946       | 34.ª                                                  | Wembley                                               | •                                                     | •                                                     | –                                                     | –                                                     | [ 1 ] [ 2 ] [ 3 ] [ 4 ] |
| 1947       | 35.ª                                                  | Wembley                                               | •                                                     | •                                                     | •                                                     | –                                                     | [ 1 ] [ 2 ] [ 3 ] [ 4 ] |
| 1948       | 36.ª                                                  | Wembley                                               | •                                                     | •                                                     | •                                                     | –                                                     | [ 1 ] [ 2 ] [ 3 ] [ 4 ] |
| 1949       | 37.ª                                                  | Londres                                               | •                                                     | •                                                     | •                                                     | –                                                     | [ 1 ] [ 2 ] [ 3 ] [ 4 ] |
| 1950       | 38.ª                                                  | Londres                                               | •                                                     | •                                                     | •                                                     | –                                                     | [ 1 ] [ 2 ] [ 3 ] [ 4 ] |
| 1951       | 39.ª                                                  | Streatham                                             | •                                                     | •                                                     | •                                                     | •                                                     | [ 1 ] [ 2 ] [ 3 ] [ 4 ] |
| 1952       | 40.ª                                                  | Streatham                                             | •                                                     | •                                                     | •                                                     | •                                                     | [ 1 ] [ 2 ] [ 3 ] [ 4 ] |
| 1953       | 41.ª                                                  | Streatham                                             | •                                                     | •                                                     | •                                                     | •                                                     | [ 1 ] [ 2 ] [ 3 ] [ 4 ] |
| 1954       | 42.ª                                                  | Streatham                                             | •                                                     | •                                                     | •                                                     | •                                                     | [ 1 ] [ 2 ] [ 3 ] [ 4 ] |
| 1955       | 43.ª                                                  | Streatham                                             | •                                                     | •                                                     | •                                                     | •                                                     | [ 1 ] [ 2 ] [ 3 ] [ 4 ] |
| 1956       | 44.ª                                                  | Streatham                                             | •                                                     | •                                                     | •                                                     | •                                                     | [ 1 ] [ 2 ] [ 3 ] [ 4 ] |
| 1957       | 45.ª                                                  | Nottingham                                            | •                                                     | •                                                     | •                                                     | •                                                     | [ 1 ] [ 2 ] [ 3 ] [ 4 ] |
| 1958       | 46.ª                                                  | Streatham                                             | •                                                     | •                                                     | •                                                     | •                                                     | [ 1 ] [ 2 ] [ 3 ] [ 4 ] |
| 1959       | 47.ª                                                  | Streatham                                             | •                                                     | •                                                     | •                                                     | •                                                     | [ 1 ] [ 2 ] [ 3 ] [ 4 ] |
| 1960       | 48.ª                                                  | Streatham                                             | •                                                     | •                                                     | •                                                     | •                                                     | [ 1 ] [ 2 ] [ 3 ] [ 4 ] |
| 1961       | 49.ª                                                  | Richmond / Nottingham                                 | •                                                     | •                                                     | •                                                     | •                                                     | [ 1 ] [ 2 ] [ 3 ] [ 4 ] |
| 1962       | 50.ª                                                  | Wembley                                               | •                                                     | •                                                     | •                                                     | •                                                     | [ 1 ] [ 2 ] [ 3 ] [ 4 ] |
| 1963       | 51.ª                                                  | Wembley / Nottingham                                  | •                                                     | •                                                     | •                                                     | •                                                     | [ 1 ] [ 2 ] [ 3 ] [ 4 ] |
| 1964       | 52.ª                                                  | Wembley / Nottingham                                  | •                                                     | •                                                     | •                                                     | •                                                     | [ 1 ] [ 2 ] [ 3 ] [ 4 ] |
| 1965       | 53.ª                                                  | Streatham] / Nottingham]                              | •                                                     | •                                                     | •                                                     | •                                                     | [ 1 ] [ 2 ] [ 3 ] [ 4 ] |
| 1966       | 54.ª                                                  | Richmond / Nottingham                                 | •                                                     | •                                                     | •                                                     | •                                                     | [ 1 ] [ 2 ] [ 3 ] [ 4 ] |
| 1967       | 55.ª                                                  | Richmond / Nottingham                                 | •                                                     | •                                                     | •                                                     | •                                                     | [ 1 ] [ 2 ] [ 3 ] [ 4 ] |
| 1968       | 56.ª                                                  | Richmond / Nottingham                                 | •                                                     | •                                                     | •                                                     | •                                                     | [ 1 ] [ 2 ] [ 3 ] [ 4 ] |
| 1969       | 57.ª                                                  | Richmond / Nottingham                                 | •                                                     | •                                                     | •                                                     | •                                                     | [ 1 ] [ 2 ] [ 3 ] [ 4 ] |
| 1970       | 58.ª                                                  | Richmond / Nottingham                                 | •                                                     | •                                                     | •                                                     | •                                                     | [ 1 ] [ 2 ] [ 3 ] [ 4 ] |
| 1971       | 59.ª                                                  | Richmond                                              | •                                                     | •                                                     | •                                                     | •                                                     | [ 1 ] [ 2 ] [ 3 ] [ 4 ] |
| 1972       | 60.ª                                                  | Richmond                                              | •                                                     | •                                                     | •                                                     | •                                                     | [ 1 ] [ 2 ] [ 3 ] [ 4 ] |
| 1973       | 61.ª                                                  | Richmond                                              | •                                                     | •                                                     | •                                                     | •                                                     | [ 1 ] [ 2 ] [ 3 ] [ 4 ] |
| 1974       | 62.ª                                                  | Richmond                                              | •                                                     | •                                                     | •                                                     | •                                                     | [ 1 ] [ 2 ] [ 3 ] [ 4 ] |
| 1975       | 63.ª                                                  | Richmond                                              | •                                                     | •                                                     | •                                                     | •                                                     | [ 1 ] [ 2 ] [ 3 ] [ 4 ] |
| 1976       | 64.ª                                                  | Richmond / Nottingham                                 | •                                                     | •                                                     | •                                                     | •                                                     | [ 1 ] [ 2 ] [ 3 ] [ 4 ] |
| 1977       | 65.ª                                                  | Richmond / Nottingham                                 | •                                                     | •                                                     | •                                                     | •                                                     | [ 1 ] [ 2 ] [ 3 ] [ 4 ] |
| 1978       | 66.ª                                                  | Richmond / Nottingham                                 | •                                                     | •                                                     | •                                                     | •                                                     | [ 1 ] [ 2 ] [ 3 ] [ 4 ] |
| 1979       | 67.ª                                                  | Richmond / Nottingham                                 | •                                                     | •                                                     | •                                                     | •                                                     | [ 1 ] [ 2 ] [ 3 ] [ 4 ] |
| 1980       | 68.ª                                                  | Richmond / Nottingham                                 | •                                                     | •                                                     | •                                                     | •                                                     | [ 1 ] [ 2 ] [ 3 ] [ 4 ] |
| 1981       | 69.ª                                                  | Solihull / Nottingham                                 | •                                                     | •                                                     | •                                                     | •                                                     | [ 1 ] [ 2 ] [ 3 ] [ 4 ] |
| 1982       | 70.ª                                                  | Solihull / Nottingham                                 | •                                                     | •                                                     | •                                                     | •                                                     | [ 1 ] [ 2 ] [ 3 ] [ 4 ] |
| 1983       | 71.ª                                                  | Richmond / Nottingham                                 | •                                                     | •                                                     | •                                                     | •                                                     | [ 1 ] [ 2 ] [ 3 ] [ 4 ] |
| 1984       | 72.ª                                                  | Solihull / Nottingham                                 | •                                                     | •                                                     | •                                                     | •                                                     | [ 1 ] [ 2 ] [ 3 ] [ 4 ] |
| 1985       | 73.ª                                                  | Solihull / Nottingham                                 | •                                                     | •                                                     | •                                                     | •                                                     | [ 1 ] [ 2 ] [ 3 ] [ 4 ] |
| 1986       | 74.ª                                                  | Lee Valley / Bracknell                                | •                                                     | •                                                     | •                                                     | •                                                     | [ 1 ] [ 2 ] [ 3 ] [ 4 ] |
| 1987       | 75.ª                                                  | Solihull                                              | •                                                     | •                                                     | •                                                     | •                                                     | [ 1 ] [ 2 ] [ 3 ] [ 4 ] |
| 1988       | 76.ª                                                  | Basingstoke                                           | •                                                     | •                                                     | •                                                     | •                                                     | [ 1 ] [ 2 ] [ 3 ] [ 4 ] |
| 1989       | 77.ª                                                  | Basingstoke                                           | •                                                     | •                                                     | •                                                     | •                                                     | [ 1 ] [ 2 ] [ 3 ] [ 4 ] |
| 1990       | 78.ª                                                  | Hull                                                  | •                                                     | •                                                     | •                                                     | •                                                     | [ 1 ] [ 2 ] [ 3 ] [ 4 ] |
| 1991       | 79.ª                                                  | Milton Keynes / Hull                                  | •                                                     | •                                                     | •                                                     | •                                                     | [ 1 ] [ 2 ] [ 3 ] [ 4 ] |
| 1992       | 80.ª                                                  | Basingstoke / Sheffield                               | •                                                     | •                                                     | •                                                     | •                                                     | [ 1 ] [ 2 ] [ 3 ] [ 4 ] |
| 1993       | 81.ª                                                  | Hull                                                  | •                                                     | •                                                     | •                                                     | •                                                     | [ 1 ] [ 2 ] [ 3 ] [ 4 ] |
| 1994       | 82.ª                                                  | Basingstoke                                           | •                                                     | •                                                     | •                                                     | •                                                     | [ 1 ] [ 2 ] [ 3 ] [ 4 ] |
| 1995       | 83.ª                                                  | Guildford                                             | •                                                     | •                                                     | •                                                     | •                                                     | [ 1 ] [ 2 ] [ 3 ] [ 4 ] |
| 1996       | 84.ª                                                  | Hull                                                  | •                                                     | •                                                     | •                                                     | •                                                     | [ 1 ] [ 2 ] [ 3 ] [ 4 ] |
| 1997       | 85.ª                                                  | Milton Keynes                                         | •                                                     | •                                                     | •                                                     | •                                                     | [ 1 ] [ 2 ] [ 3 ] [ 4 ] |
| 1998       | 86.ª                                                  | Belfast                                               | •                                                     | •                                                     | •                                                     | •                                                     | [ 1 ] [ 2 ] [ 3 ] [ 4 ] |
| 1999       | 87.ª                                                  | Ayr                                                   | •                                                     | •                                                     | •                                                     | •                                                     | [ 1 ] [ 2 ] [ 3 ] [ 4 ] |
| 2000       | 88.ª                                                  | Basingstoke                                           | •                                                     | •                                                     | •                                                     | •                                                     | [ 1 ] [ 2 ] [ 3 ] [ 4 ] |
| 2001       | 89.ª                                                  | Dumfries                                              | •                                                     | •                                                     | •                                                     | •                                                     | [ 1 ] [ 2 ] [ 3 ] [ 4 ] |
| 2002       | 90.ª                                                  | Sheffield                                             | •                                                     | •                                                     | •                                                     | •                                                     | [ 1 ] [ 2 ] [ 3 ] [ 4 ] |
| 2003       | 91.ª                                                  | Nottingham                                            | •                                                     | •                                                     | •                                                     | •                                                     | [ 1 ] [ 2 ] [ 3 ] [ 4 ] |
| 2004       | 92.ª                                                  | Sheffield                                             | •                                                     | •                                                     | •                                                     | •                                                     | [ 1 ] [ 2 ] [ 3 ] [ 4 ] |
| 2005       | 93.ª                                                  | Nottingham                                            | •                                                     | •                                                     | •                                                     | •                                                     | [ 1 ] [ 2 ] [ 3 ] [ 4 ] |
| 2006–07    | 94.ª                                                  | Sheffield                                             | •                                                     | •                                                     | •                                                     | •                                                     | [ 5 ]                   |
| 2007–08    | 95.ª                                                  | Sheffield                                             | •                                                     | •                                                     | •                                                     | •                                                     | [ 6 ]                   |
| 2008–09    | 96.ª                                                  | Nottingham                                            | •                                                     | •                                                     | •                                                     | •                                                     | [ 7 ]                   |
| 2009–10    | 97.ª                                                  | Sheffield                                             | •                                                     | •                                                     | •                                                     | •                                                     | [ 8 ]                   |
| 2010–11    | 98.ª                                                  | Sheffield                                             | •                                                     | •                                                     | •                                                     | •                                                     | [ 9 ]                   |
| 2011–12    | 99.ª                                                  | Sheffield                                             | •                                                     | •                                                     | •                                                     | •                                                     | [ 10 ]                  |
| 2012–13    | 100.ª                                                 | Sheffield                                             | •                                                     | •                                                     | •                                                     | •                                                     | [ 11 ]                  |
| 2013       | 101.ª                                                 | Sheffield                                             | •                                                     | •                                                     | •                                                     | •                                                     | [ 12 ]                  |
| 2014       | 102.ª                                                 | Sheffield                                             | •                                                     | •                                                     | •                                                     | •                                                     | [ 13 ]                  |
| 2015       | 103.ª                                                 | Sheffield                                             | •                                                     | •                                                     | •                                                     | •                                                     | [ 14 ]                  |
| 2016       | 104.ª                                                 | Sheffield                                             | •                                                     | •                                                     | •                                                     | •                                                     | [ 15 ]                  |
| 2017       | 105.ª                                                 | Sheffield                                             | •                                                     | •                                                     | •                                                     | •                                                     | [ 16 ]                  |

## Lista de medalhistas

### Individual masculino
| Evento                         | Ouro                                                  | Prata                                                 | Bronze                                                |
| Henglers 1902 (detalhes)       | Madge Syers                                           | ?                                                     | ?                                                     |
| Londres 1903 (detalhes)        | Madge Syers                                           | ?                                                     | ?                                                     |
| Londres 1904 (detalhes)        | Horatio Torrome                                       | ?                                                     | ?                                                     |
| Londres 1905 (detalhes)        | Horatio Torrome                                       | ?                                                     | ?                                                     |
| Londres 1906 (detalhes)        | Keiller Greig                                         | ?                                                     | ?                                                     |
| Londres 1907 (detalhes)        | Dorothy Greenhough-Smith                              | ?                                                     | ?                                                     |
| Londres 1908 (detalhes)        | Keiller Greig                                         | ?                                                     | ?                                                     |
| Londres 1909 (detalhes)        | Keiller Greig                                         | ?                                                     | ?                                                     |
| Londres 1910 (detalhes)        | Dorothy Greenhough-Smith                              | ?                                                     | ?                                                     |
| Londres 1911 (detalhes)        | Arthur Cumming                                        | Basil Williams                                        | H. March                                              |
| Londres 1912 (detalhes)        | Basil Williams                                        | ?                                                     | ?                                                     |
| Londres 1913 (detalhes)        | Arthur Cumming                                        | ?                                                     | ?                                                     |
| 1914–1919                      | Não houve competição devido a Primeira Guerra Mundial | Não houve competição devido a Primeira Guerra Mundial | Não houve competição devido a Primeira Guerra Mundial |
| Manchester 1920 (detalhes)     | Phyllis Johnson                                       | ?                                                     | ?                                                     |
| Manchester 1921 (detalhes)     | John Page                                             | ?                                                     | ?                                                     |
| Manchester 1922 (detalhes)     | John Page                                             | ?                                                     | ?                                                     |
| Manchester 1923 (detalhes)     | John Page                                             | ?                                                     | ?                                                     |
| Manchester 1924 (detalhes)     | John Page                                             | ?                                                     | ?                                                     |
| Manchester 1925 (detalhes)     | John Page                                             | ?                                                     | ?                                                     |
| Londres 1926 (detalhes)        | John Page                                             | ?                                                     | ?                                                     |
| Manchester 1927 (detalhes)     | John Page                                             | ?                                                     | ?                                                     |
| Londres 1928 (detalhes)        | John Page                                             | ?                                                     | ?                                                     |
| Manchester 1929 (detalhes)     | John Page                                             | ?                                                     | ?                                                     |
| Oxford 1930 (detalhes)         | John Page                                             | ?                                                     | ?                                                     |
| Purley 1931 (detalhes)         | Ian Bowhill                                           | ?                                                     | ?                                                     |
| Bournemouth 1932 (detalhes)    | John Page                                             | ?                                                     | ?                                                     |
| Manchester 1933 (detalhes)     | Henry Graham Sharp                                    | ?                                                     | ?                                                     |
| Westminster 1934 (detalhes)    | Henry Graham Sharp                                    | ?                                                     | ?                                                     |
| Streatham 1935 (detalhes)      | Henry Graham Sharp                                    | ?                                                     | ?                                                     |
| Harringay 1936 (detalhes)      | Henry Graham Sharp                                    | ?                                                     | ?                                                     |
| Wembley 1937 (detalhes)        | Henry Graham Sharp                                    | ?                                                     | ?                                                     |
| Wembley 1938 (detalhes)        | Henry Graham Sharp                                    | ?                                                     | ?                                                     |
| 1939–1944                      | Não houve competição devido a Segunda Guerra Mundial  | Não houve competição devido a Segunda Guerra Mundial  | Não houve competição devido a Segunda Guerra Mundial  |
| Wembley 1945 (detalhes)        | Henry Graham Sharp                                    | ?                                                     | ?                                                     |
| Wembley 1946 (detalhes)        | Arthur Apfel                                          | ?                                                     | ?                                                     |
| Wembley 1947 (detalhes)        | Henry Graham Sharp                                    | ?                                                     | ?                                                     |
| Empress Hall 1948 (detalhes)   | Michael Carrington                                    | Reg Park                                              | ?                                                     |
| Empress Hall 1949 (detalhes)   | Michael Carrington                                    | ?                                                     | ?                                                     |
| 1950                           | Não houve disputa do individual masculino             | Não houve disputa do individual masculino             | Não houve disputa do individual masculino             |
| Empress Hall 1951 (detalhes)   | Adrian Swan                                           | ?                                                     | ?                                                     |
| Streatham 1952 (detalhes)      | Michael Booker                                        | ?                                                     | ?                                                     |
| Streatham 1953 (detalhes)      | Michael Booker                                        | ?                                                     | ?                                                     |
| Streatham 1954 (detalhes)      | Michael Booker                                        | ?                                                     | ?                                                     |
| Streatham 1955 (detalhes)      | Michael Booker                                        | ?                                                     | ?                                                     |
| Streatham 1956 (detalhes)      | Michael Booker                                        | ?                                                     | ?                                                     |
| Streatham 1957 (detalhes)      | Michael Booker                                        | ?                                                     | ?                                                     |
| Nottingham 1958 (detalhes)     | David Clements                                        | ?                                                     | ?                                                     |
| Streatham 1959 (detalhes)      | Robin Jones                                           | David Clements                                        | nenhum outro competidor                               |
| 1960                           | Não houve disputa do individual masculino             | Não houve disputa do individual masculino             | Não houve disputa do individual masculino             |
| Streatham 1961 (detalhes)      | Robin Jones                                           | Malcolm Cannon                                        | Hywel Evans                                           |
| Richmond 1962 (detalhes)       | Malcolm Cannon                                        | Hywel Evans                                           | nenhum outro competidor                               |
| Wembley 1963 (detalhes)        | Hywel Evans                                           | ?                                                     | ?                                                     |
| Wembley 1964 (detalhes)        | Hywel Evans                                           | ?                                                     | ?                                                     |
| Wembley 1965 (detalhes)        | Malcolm Cannon                                        | Michael Williams                                      | Harold Williams                                       |
| Streatham 1966 (detalhes)      | Michael Williams                                      | ?                                                     | ?                                                     |
| Richmond 1967 (detalhes)       | Michael Williams                                      | Haig Oundjian                                         | ?                                                     |
| Richmond 1968 (detalhes)       | Haig Oundjian                                         | ?                                                     | ?                                                     |
| Richmond 1969 (detalhes)       | Haig Oundjian                                         | John Curry                                            | Michael Fish                                          |
| Richmond 1970 (detalhes)       | John Curry                                            | Haig Oundjian                                         | Michael Fish                                          |
| Richmond 1971 (detalhes)       | Haig Oundjian                                         | ?                                                     | ?                                                     |
| Richmond 1972 (detalhes)       | John Curry                                            | ?                                                     | Robin Cousins                                         |
| Richmond 1973 (detalhes)       | John Curry                                            | Robin Cousins                                         | ?                                                     |
| Richmond 1974 (detalhes)       | John Curry                                            | Robin Cousins                                         | Stefan Wertans                                        |
| Richmond 1975 (detalhes)       | John Curry                                            | Robin Cousins                                         | ?                                                     |
| Richmond 1976 (detalhes)       | Robin Cousins                                         | ?                                                     | ?                                                     |
| Richmond 1977 (detalhes)       | Robin Cousins                                         | ?                                                     | ?                                                     |
| Richmond 1978 (detalhes)       | Robin Cousins                                         | ?                                                     | ?                                                     |
| Richmond 1979 (detalhes)       | Robin Cousins                                         | Christopher Howarth                                   | ?                                                     |
| Richmond 1980 (detalhes)       | Christopher Howarth                                   | ?                                                     | ?                                                     |
| Richmond 1981 (detalhes)       | Mark Pepperday                                        | Christopher Howarth                                   | Paul Robinson                                         |
| Solihull 1982 (detalhes)       | Mark Pepperday                                        | Paul Robinson                                         | ?                                                     |
| Solihull 1983 (detalhes)       | Mark Pepperday                                        | Paul Robinson                                         | Stephen Pickavance                                    |
| Richmond 1984 (detalhes)       | Stephen Pickavance                                    | Paul Robinson                                         | Spencer Durrant                                       |
| Solihull 1985 (detalhes)       | Stephen Pickavance                                    | Paul Robinson                                         | David Reynolds                                        |
| Solihull 1986 (detalhes)       | Paul Robinson                                         | Spencer Durrant                                       | Ashley Moore                                          |
| Lee Valley 1987 (detalhes)     | Paul Robinson                                         | Ashley Moore                                          | David Reynolds                                        |
| Birmingham NEC 1988 (detalhes) | Christian Newberry                                    | John Martin                                           | David Reynolds                                        |
| Basingstoke 1989 (detalhes)    | Steven Cousins                                        | Christian Newberry                                    | Leigh Yip                                             |
| Basingstoke 1990 (detalhes)    | Steven Cousins                                        | Leigh Yip                                             | Simon Briggs                                          |
| Hull 1991 (detalhes)           | Steven Cousins                                        | John Martin                                           | Gary Ballantine                                       |
| Milton Keynes 1992 (detalhes)  | Steven Cousins                                        | John Martin                                           | David Ings                                            |
| Basingstoke 1993 (detalhes)    | Steven Cousins                                        | John Martin                                           | David Ings                                            |
| Hull 1994 (detalhes)           | Steven Cousins                                        | Clive Shorten                                         | Stuart Bell                                           |
| Basingstoke 1995 (detalhes)    | Steven Cousins                                        | Neil Wilson                                           | David Ings                                            |
| Guildford 1996 (detalhes)      | Neil Wilson                                           | Steven Cousins                                        | Clive Shorten                                         |
| Hull 1997 (detalhes)           | Steven Cousins                                        | Neil Wilson                                           | Clive Shorten                                         |
| Milton Keynes 1998 (detalhes)  | Clive Shorten                                         | Matthew Davies                                        | Stuart Bell                                           |
| Belfast 1999 (detalhes)        | Neil Wilson                                           | Alan Street                                           | Matthew Davies                                        |
| Ayr 2000 (detalhes)            | Alan Street                                           | Neil Wilson                                           | James Black                                           |
| Basingstoke 2001 (detalhes)    | Matthew Davies                                        | James Black                                           | David Hartley                                         |
| Dumfries 2002 (detalhes)       | Neil Wilson                                           | James Black                                           | Matthew Wilkinson                                     |
| Sheffield 2003 (detalhes)      | Matthew Davies                                        | Neil Wilson                                           | Stuart Bell                                           |
| Nottingham 2004 (detalhes)     | John Hamer                                            | James Black                                           | David Hartley                                         |
| Sheffield 2005 (detalhes)      | John Hamer                                            | Thomas Paulson                                        | David Hartley                                         |
| Nottingham 2006–07 (detalhes)  | John Hamer                                            | Thomas Paulson                                        | David Richardson                                      |
| Sheffield 2007–08 (detalhes)   | Elliot Hilton                                         | Thomas Paulson                                        | Tristan Cousins                                       |
| Nottingham 2008–09 (detalhes)  | Matthew Parr                                          | David Richardson                                      | Robert Murray                                         |
| Sheffield 2009–10 (detalhes)   | Matthew Parr                                          | Thomas Paulson                                        | David Richardson                                      |
| Sheffield 2010–11 (detalhes)   | David Richardson                                      | Matthew Parr                                          | Phillip Harris                                        |
| Sheffield 2011–12 (detalhes)   | Jason Thompson                                        | Luke Chilcott                                         | Phillip Harris                                        |
| Sheffield 2012–13 (detalhes)   | Matthew Parr                                          | Harry Mattick                                         | David Richardson                                      |
| Sheffield 2013 (detalhes)      | Matthew Parr                                          | Lewis Gibson                                          | David Richardson                                      |
| Sheffield 2014 (detalhes)      | Phillip Harris                                        | Peter James Hallam                                    | Harry Mattick                                         |
| Sheffield 2015 (detalhes)      | Phillip Harris                                        | Peter James Hallam                                    | Jamie Wright                                          |
| Sheffield 2016 (detalhes)      | Graham Newberry                                       | Peter James Hallam                                    | Phillip Harris                                        |
| Sheffield 2017 (detalhes)      | Phillip Harris                                        | Peter-James Hallam                                    | Graham Newberry                                       |

### Individual feminino
| Evento                         | Ouro                                                 | Prata                                                | Bronze                                               |
| Londres 1926 (detalhes)        | G Kathleen Shaw                                      | ?                                                    | ?                                                    |
| Manchester 1927 (detalhes)     | Constance Wilson                                     | ?                                                    | ?                                                    |
| Londres 1928 (detalhes)        | G Kathleen Shaw                                      | ?                                                    | ?                                                    |
| Manchester 1929 (detalhes)     | G Kathleen Shaw                                      | ?                                                    | ?                                                    |
| Golders Green 1930 (detalhes)  | Marion Field                                         | ?                                                    | ?                                                    |
| Manchester 1931 (detalhes)     | Megan Taylor                                         | Cecilia Colledge                                     | ?                                                    |
| Park Lane 1932 (detalhes)      | Megan Taylor                                         | Cecilia Colledge                                     | ?                                                    |
| Westminster 1933 (detalhes)    | Megan Taylor                                         | Cecilia Colledge                                     | ?                                                    |
| Streatham 1934 (detalhes)      | Cecilia Colledge                                     | ?                                                    | ?                                                    |
| Westminster 1935 (detalhes)    | Cecilia Colledge                                     | ?                                                    | ?                                                    |
| 1936 (detalhes)                | Cecilia Colledge                                     | Megan Taylor                                         | ?                                                    |
| 1937 (detalhes)                | Cecilia Colledge                                     | Megan Taylor                                         | ?                                                    |
| Wembley 1938 (detalhes)        | Cecilia Colledge                                     | Megan Taylor                                         | ?                                                    |
| 1939–1944                      | Não houve competição devido a Segunda Guerra Mundial | Não houve competição devido a Segunda Guerra Mundial | Não houve competição devido a Segunda Guerra Mundial |
| Wembley 1945 (detalhes)        | Cecilia Colledge                                     | ?                                                    | ?                                                    |
| Wembley 1946 (detalhes)        | Daphne Walker                                        | ?                                                    | ?                                                    |
| Wembley 1947 (detalhes)        | Jeannette Altwegg                                    | ?                                                    | ?                                                    |
| Wembley 1948 (detalhes)        | Jeannette Altwegg                                    | ?                                                    | ?                                                    |
| Empress Hall 1949 (detalhes)   | Jeannette Altwegg                                    | ?                                                    | ?                                                    |
| Empress Hall 1950 (detalhes)   | Jeannette Altwegg                                    | ?                                                    | ?                                                    |
| Empress Hall 1951 (detalhes)   | Valda Osborn                                         | ?                                                    | ?                                                    |
| Streatham 1952 (detalhes)      | Valda Osborn                                         | ?                                                    | ?                                                    |
| Streatham 1953 (detalhes)      | Yvonne Sugden                                        | ?                                                    | ?                                                    |
| Streatham 1954 (detalhes)      | Yvonne Sugden                                        | ?                                                    | Dawn Hunter                                          |
| Streatham 1955 (detalhes)      | Yvonne Sugden                                        | ?                                                    | ?                                                    |
| Streatham 1956 (detalhes)      | Erica Batchelor                                      | ?                                                    | ?                                                    |
| Streatham 1957 (detalhes)      | Diana Clifton-Peach                                  | ?                                                    | ?                                                    |
| Nottingham 1958 (detalhes)     | Patricia Pauley                                      | Diana Clifton-Peach                                  | ?                                                    |
| Streatham 1959 (detalhes)      | Patricia Pauley                                      | Carolyn Krau                                         | Anne Reynolds                                        |
| Streatham 1960 (detalhes)      | Diana Clifton-Peach                                  | ?                                                    | ?                                                    |
| Streatham 1961 (detalhes)      | Jacqueline Harbord                                   | Diana Clifton-Peach                                  | Barbara Conniff                                      |
| Richmond 1962 (detalhes)       | Diana Clifton-Peach                                  | Jacqueline Harbord                                   | Sally-Anne Stapleford                                |
| Wembley 1963 (detalhes)        | Sally-Anne Stapleford                                | ?                                                    | ?                                                    |
| Wembley 1964 (detalhes)        | Sally-Anne Stapleford                                | ?                                                    | ?                                                    |
| Wembley 1965 (detalhes)        | Sally-Anne Stapleford                                | Diana Clifton-Peach Stevens                          | Sylvia Oundjian                                      |
| Streatham 1966 (detalhes)      | Sally-Anne Stapleford                                | ?                                                    | ?                                                    |
| Richmond 1967 (detalhes)       | Sally-Anne Stapleford                                | ?                                                    | ?                                                    |
| Richmond 1968 (detalhes)       | Patricia Dodd                                        | ?                                                    | ?                                                    |
| Richmond 1969 (detalhes)       | Patricia Dodd                                        | Frances Waghorn                                      | Jean Scott                                           |
| Richmond 1970 (detalhes)       | Patricia Dodd                                        | Jean Scott                                           | Rita Pokorski                                        |
| Richmond 1971 (detalhes)       | Jean Scott                                           | ?                                                    | ?                                                    |
| Richmond 1972 (detalhes)       | Maria McLean                                         | Jean Scott                                           | ?                                                    |
| Richmond 1973 (detalhes)       | Jean Scott                                           | ?                                                    | ?                                                    |
| Richmond 1974 (detalhes)       | Gail Keddie                                          | Yvonne Kavanagh                                      | Karena Richardson                                    |
| Richmond 1975 (detalhes)       | Karena Richardson                                    | Deborah Cottrill                                     | Phyllida Beck                                        |
| Richmond 1976 (detalhes)       | Karena Richardson                                    | ?                                                    | ?                                                    |
| Richmond 1977 (detalhes)       | Karena Richardson                                    | ?                                                    | ?                                                    |
| Richmond 1978 (detalhes)       | Deborah Cottrill                                     | ?                                                    | ?                                                    |
| Richmond 1979 (detalhes)       | Karena Richardson                                    | ?                                                    | ?                                                    |
| Richmond 1980 (detalhes)       | Karen Wood                                           | Deborah Cottrill                                     | Beverley Dempsey                                     |
| Richmond 1981 (detalhes)       | Deborah Cottrill                                     | ?                                                    | Diana Rankin                                         |
| Solihull 1982 (detalhes)       | Karen Wood                                           | Alison Southwood                                     | Susan Jackson                                        |
| Solihull 1983 (detalhes)       | Susan Jackson                                        | Diana Rankin                                         | Karen Wood                                           |
| Richmond 1984 (detalhes)       | Susan Jackson                                        | Karen Wood                                           | Fiona Hamilton                                       |
| Solihull 1985 (detalhes)       | Joanne Conway                                        | Susan Jackson                                        | Fiona Ritchie                                        |
| Solihull 1986 (detalhes)       | Joanne Conway                                        | Gina Fulton                                          | ?                                                    |
| Lea Valley 1987 (detalhes)     | Joanne Conway                                        | Gina Fulton                                          | Fiona Ritchie                                        |
| Birmingham NEC 1988 (detalhes) | Joanne Conway                                        | Jacqueline Soames                                    | ?                                                    |
| Basingstoke 1989 (detalhes)    | Emma Murdoch                                         | Joanne Conway                                        | Gina Fulton                                          |
| Basingstoke 1990 (detalhes)    | Joanne Conway                                        | Jacqueline Soames                                    | Andrea Law                                           |
| Hull 1991 (detalhes)           | Joanne Conway                                        | Charlene Von Saher                                   | Nicola Colman                                        |
| Milton Keynes 1992 (detalhes)  | Charlene Von Saher                                   | Emma Warmington                                      | Helen Preece                                         |
| Basingstoke 1993 (detalhes)    | Stephanie Main                                       | Natalia Gorbenko-Risk                                | Emma Warmington                                      |
| Hull 1994 (detalhes)           | Jenna Arrowsmith                                     | Zoe Jones                                            | Stephanie Main                                       |
| Basingstoke 1995 (detalhes)    | Stephanie Main                                       | Zoe Jones                                            | ?                                                    |
| Guildford 1996 (detalhes)      | Jenna Arrowsmith                                     | Zoe Jones                                            | ?                                                    |
| Hull 1997 (detalhes)           | Jenna Arrowsmith                                     | Nancy Manning                                        | Tammy Sear                                           |
| Milton Keynes 1998 (detalhes)  | Stephanie Main                                       | Tammy Sear                                           | Zoe Jones                                            |
| Belfast 1999 (detalhes)        | Tammy Sear                                           | Zoe Jones                                            | Jennifer Holmes                                      |
| Ayr 2000 (detalhes)            | Zoe Jones                                            | Jennifer Holmes                                      | Tammy Sear                                           |
| Basingstoke 2001 (detalhes)    | Zoe Jones                                            | Vicki Hodges                                         | Dannielle Guppy                                      |
| Dumfries 2002 (detalhes)       | Jenna McCorkell                                      | Vicki Hodges                                         | Kathryn Hedley                                       |
| Sheffield 2003 (detalhes)      | Jenna McCorkell                                      | Dannielle Guppy                                      | Kathryn Hedley                                       |
| Nottingham 2004 (detalhes)     | Jenna McCorkell                                      | Sarah Daniel                                         | Kathryn Hedley                                       |
| Sheffield 2005 (detalhes)      | Vanessa James                                        | Joanna Webber                                        | Sarah Daniel                                         |
| Nottingham 2006–07 (detalhes)  | Jenna McCorkell                                      | Vanessa James                                        | Joanna Webber                                        |
| Sheffield 2007–08 (detalhes)   | Jenna McCorkell                                      | Karly Robertson                                      | Phillipa Pickard                                     |
| Nottingham 2008–09 (detalhes)  | Jenna McCorkell                                      | Karly Robertson                                      | Karla Quinn                                          |
| Sheffield 2009–10 (detalhes)   | Jenna McCorkell                                      | Karly Robertson                                      | Laura Kean                                           |
| Sheffield 2010–11 (detalhes)   | Jenna McCorkell                                      | Karly Robertson                                      | Laura Kean                                           |
| Sheffield 2011–12 (detalhes)   | Jenna McCorkell                                      | Karly Robertson                                      | Toni Murray                                          |
| Sheffield 2012–13 (detalhes)   | Jenna McCorkell                                      | Karly Robertson                                      | Katie Powell                                         |
| Sheffield 2013 (detalhes)      | Jenna McCorkell                                      | Karly Robertson                                      | Katie Powell                                         |
| Sheffield 2014 (detalhes)      | Karly Robertson                                      | Michelle Callison                                    | Natasha McKay                                        |
| Sheffield 2015 (detalhes)      | Danielle Harrison                                    | Zoe Wilkinson                                        | Nina Povey                                           |
| Sheffield 2016 (detalhes)      | Natasha McKay                                        | Karly Robertson                                      | Danielle Harrison                                    |
| Sheffield 2017 (detalhes)      | Natasha Mckay                                        | Karly Robertson                                      | Kristen Spours                                       |

### Duplas
| Evento                        | Ouro                                  | Prata                           | Bronze                          |
| 1947 (detalhes)               | Jennifer Nicks John Nicks             | ?                               | ?                               |
| 1948 (detalhes)               | Jennifer Nicks John Nicks             | ?                               | ?                               |
| 1949 (detalhes)               | Jennifer Nicks John Nicks             | ?                               | ?                               |
| 1950 (detalhes)               | Jennifer Nicks John Nicks             | ?                               | ?                               |
| 1951 (detalhes)               | Jennifer Nicks John Nicks             | ?                               | Jacqueline Mason Mervyn Bower   |
| 1952 (detalhes)               | Jennifer Nicks John Nicks             | ?                               | ?                               |
| 1953 (detalhes)               | Jane Higson Robert Hudson             | ?                               | ?                               |
| 1954 (detalhes)               | Jane Higson Robert Hudson             | ?                               | ?                               |
| 1955 (detalhes)               | Joyce Coates Anthony Holles           | ?                               | Jacqueline Mason Mervyn Bower   |
| 1956 (detalhes)               | Joyce Coates Anthony Holles           | ?                               | ?                               |
| 1957 (detalhes)               | Joyce Coates Anthony Holles           | ?                               | ?                               |
| 1958 (detalhes)               | Joyce Coates Anthony Holles           | ?                               | ?                               |
| 1959                          | Não houve disputa de duplas           | Não houve disputa de duplas     | Não houve disputa de duplas     |
| 1960 (detalhes)               | Valerie Holman Hunt Peter Burrows     | ?                               | ?                               |
| 1961 (detalhes)               | Valerie Holman Hunt Peter Burrows     | Vera Jeffery Peter Webb         | nenhum outro competidor         |
| 1962 (detalhes)               | Vera Jeffery Peter Webb               | Diane Ward Raymond Wilson       | nenhum outro competidor         |
| 1963 (detalhes)               | ?                                     | ?                               | ?                               |
| Wembely 1964 (detalhes)       | Linda Connolly Colin Taylforth        | Verona Tosh Kenneth Badington   | ?                               |
| 1965 (detalhes)               | Linda Bernard Raymond Wilson          | Verona Tosh Kenneth Babington   | Valerie Taylor Raymond Wilson   |
| 1966 (detalhes)               | Linda Bernard Raymond Wilson          | ?                               | ?                               |
| 1967 (detalhes)               | Linda Bernard Raymond Wilson          | ?                               | ?                               |
| 1968 (detalhes)               | Linda Bernard Raymond Wilson          | ?                               | ?                               |
| Richmond 1969 (detalhes)      | Linda Connolly Colin Taylforth        | Elizabeth Todd Alan Merchant    | ?                               |
| Richmond 1970 (detalhes)      | Linda Connolly Colin Taylforth        | Jayne Torvill Michael Hutchison | Ann Angus Hamish Angus          |
| 1971 (detalhes)               | Jayne Torvill Michael Hutchinson      | Graham & Carole Kimberley       | ?                               |
| 1972 (detalhes)               | ?                                     | Jayne Torvill Michael Hutchison | ?                               |
| 1973 (detalhes)               | Linda McCafferty Colin Taylforth      | ?                               | ?                               |
| 1974 (detalhes)               | ?                                     | ?                               | ?                               |
| 1975 (detalhes)               | Erika Taylforth Colin Taylforth       | ?                               | Elizabeth Cain Peter Cain       |
| 1976 (detalhes)               | Ruth Lindsay Alan Beckwith            | ?                               | ?                               |
| 1977 (detalhes)               | ?                                     | ?                               | ?                               |
| 1978 (detalhes)               | ?                                     | ?                               | ?                               |
| 1979 (detalhes)               | Susan Garland Robert Daw              | ?                               | ?                               |
| 1980 (detalhes)               | Susan Garland Robert Daw              | Karen Gingell Ian Jenkins       | ?                               |
| 1981 (detalhes)               | Susan Garland Robert Daw              | ?                               | ?                               |
| 1982 (detalhes)               | Susan Garland Robert Daw              | ?                               | ?                               |
| 1983 (detalhes)               | Susan Garland Robert Daw              | ?                               | ?                               |
| 1984 (detalhes)               | Susan Garland Ian Jenkins             | Lisa Cushley Neil Cushley       | Maxine Hague Andrew Naylor      |
| 1985 (detalhes)               | Cheryl Peake Andrew Naylor            | ?                               | ?                               |
| 1986 (detalhes)               | Cheryl Peake Andrew Naylor            | ?                               | ?                               |
| 1987 (detalhes)               | Cheryl Peake Andrew Naylor            | ?                               | ?                               |
| 1988 (detalhes)               | Cheryl Peake Andrew Naylor            | ?                               | ?                               |
| 1989 (detalhes)               | Cheryl Peake Andrew Naylor            | ?                               | ?                               |
| 1990 (detalhes)               | Cheryl Peake Andrew Naylor            | ?                               | ?                               |
| 1991 (detalhes)               | Cheryl Peake Andrew Naylor            | Catherine Barker Michael Aldred | Kathryn Pritchard Jason Briggs  |
| 1992 (detalhes)               | ?                                     | ?                               | ?                               |
| 1993 (detalhes)               | Dana Mednick Jason Briggs             | ?                               | ?                               |
| 1994 (detalhes)               | Lesley Rogers Michael Aldred          | Jackie Soames John Jenkins      | Nicola Thomas Daniel Thomas     |
| 1995 (detalhes)               | Lesley Rogers Michael Aldred          | ?                               | ?                               |
| 1996 (detalhes)               | Lesley Rogers Michael Aldred          | ?                               | ?                               |
| Hull 1997 (detalhes)          | Marsha Poluliaschenko Andrew Seabrook | nenhum outro competidor         | nenhum outro competidor         |
| Milton Keynes 1998 (detalhes) | Marsha Poluliaschenko Andrew Seabrook | Katie Wenger Daniel Thomas      | Sarah Kemp Michael Aldred       |
| Belfast 1999 (detalhes)       | Sarah Kemp Daniel Thomas              | Rebecca Corne Richard Rowlands  | nenhum outro competidor         |
| Ayr 2000 (detalhes)           | Tiffany Sfikas Andrew Seabrook        | Sarah Kemp Daniel Thomas        | nenhum outro competidor         |
| Basingstoke 2001 (detalhes)   | Tiffany Sfikas Andrew Seabrook        | nenhum outro competidor         | nenhum outro competidor         |
| 2002–2004                     | Não houve disputa de duplas           | Não houve disputa de duplas     | Não houve disputa de duplas     |
| Sheffield 2005 (detalhes)     | Stacey Kemp David King                | nenhum outro competidor         | nenhum outro competidor         |
| Nottingham 2006–07 (detalhes) | Stacey Kemp David King                | nenhum outro competidor         | nenhum outro competidor         |
| Sheffield 2007–08 (detalhes)  | Stacey Kemp David King                | nenhum outro competidor         | nenhum outro competidor         |
| Nottingham 2008–09 (detalhes) | Stacey Kemp David King                | Erica Risseeuw Robert Paxton    | nenhum outro competidor         |
| Sheffield 2009–10 (detalhes)  | Stacey Kemp David King                | Erica Risseeuw Robert Paxton    | nenhum outro competidor         |
| Sheffield 2010–11 (detalhes)  | Stacey Kemp David King                | Sally Riding Jakub Safranek     | nenhum outro competidor         |
| Sheffield 2011–12 (detalhes)  | Stacey Kemp David King                | nenhum outro competidor         | nenhum outro competidor         |
| Sheffield 2012–13 (detalhes)  | Stacey Kemp David King                | nenhum outro competidor         | nenhum outro competidor         |
| Sheffield 2013 (detalhes)     | Amani Fancy Christopher Boyadji       | Stacey Kemp David King          | Caitlin Yankowskas Hamish Gaman |
| Sheffield 2014 (detalhes)     | Caitlin Yankowskas Hamish Gaman       | nenhum outro competidor         | nenhum outro competidor         |
| Sheffield 2015 (detalhes)     | Amani Fancy Christopher Boyadji       | nenhum outro competidor         | nenhum outro competidor         |
| Sheffield 2016 (detalhes)     | Zoe Wilkinson Christopher Boyadji     | nenhum outro competidor         | nenhum outro competidor         |
| Sheffield 2017 (detalhes)     | Zoe Jones Christopher Boyadji         | nenhum outro competidor         | nenhum outro competidor         |

### Dança no gelo
| Evento                         | Ouro                               | Prata                               | Bronze                                   |
| 1951 (detalhes)                | Jean Westwood Lawrence Demmy       | ?                                   | ?                                        |
| 1952 (detalhes)                | Jean Westwood Lawrence Demmy       | ?                                   | ?                                        |
| 1953 (detalhes)                | Jean Westwood Lawrence Demmy       | ?                                   | ?                                        |
| 1954 (detalhes)                | Jean Westwood Lawrence Demmy       | ?                                   | ?                                        |
| 1955 (detalhes)                | Pamela Weight Paul Thomas          | ?                                   | ?                                        |
| 1956 (detalhes)                | June Markham Courtney Jones        | ?                                   | ?                                        |
| 1957 (detalhes)                | June Markham Courtney Jones        | ?                                   | ?                                        |
| 1958 (detalhes)                | Doreen Denny Courtney Jones        | ?                                   | ?                                        |
| 1959 (detalhes)                | Doreen Denny Courtney Jones        | ?                                   | ?                                        |
| 1960 (detalhes)                | Doreen Denny Courtney Jones        | ?                                   | ?                                        |
| 1961 (detalhes)                | Linda Shearman Michael Phillips    | Mary Parry Roy Mason                | Virginia Thompson William McLachlan      |
| Nottingham 1962 (detalhes)     | Linda Shearman Michael Phillips    | Janet Sawbridge David Hickinbottom  | Mary Parry Roy Mason                     |
| 1963 (detalhes)                | Janet Sawbridge David Hickinbottom | ?                                   | ?                                        |
| Nottingham 1964 (detalhes)     | Janet Sawbridge David Hickinbottom | Yvonne Suddick Roger Kennerson      | Diane Towler Bernard Ford                |
| Nottingham 1965 (detalhes)     | Diane Towler Bernard Ford          | Yvonne Suddick Roger Kennerson      | Janet Sawbridge Jon Lane                 |
| Nottingham 1966 (detalhes)     | Diane Towler Bernard Ford          | Yvonne Suddick Malcolm Cannon       | Janet Sawbridge Jon Lane                 |
| Nottingham 1967 (detalhes)     | Diane Towler Bernard Ford          | Yvonne Suddick Malcolm Cannon       | Janet Sawbridge Jon Lane                 |
| Nottingham 1968 (detalhes)     | Diane Towler Bernard Ford          | Janet Sawbridge Jon Lane            | Susan Getty Roy Bradshaw                 |
| 1969 (detalhes)                | Susan Getty Roy Bradshaw           | ?                                   | ?                                        |
| 1970 (detalhes)                | Susan Getty Roy Bradshaw           | ?                                   | ?                                        |
| 1971 (detalhes)                | Janet Sawbridge Peter Dalby        | ?                                   | ?                                        |
| Nottingham 1972 (detalhes)     | Susan Getty Roy Bradshaw           | Janet Sawbridge Peter Dalby         | Hilary Green Glyn Watts                  |
| Nottingham 1973 (detalhes)     | Susan Getty Roy Bradshaw           | Hilary Green Glyn Watts             | Kay Webster Malcolm Taylor               |
| Nottingham 1974 (detalhes)     | Janet Sawbridge Peter Dalby        | Hilary Green Glyn Watts             | Rosalind Druce David Barker              |
| 1975 (detalhes)                | Hilary Green Glyn Watts            | ?                                   | ?                                        |
| 1976 (detalhes)                | Janet Thompson Warren Maxwell      | ?                                   | ?                                        |
| Nottingham 1977 (detalhes)     | Janet Thompson Warren Maxwell      | ?                                   | Jayne Torvill Christopher Dean           |
| Nottingham 1978 (detalhes)     | Jayne Torvill Christopher Dean     | ?                                   | ?                                        |
| Nottingham 1979 (detalhes)     | Jayne Torvill Christopher Dean     | ?                                   | ?                                        |
| Nottingham 1980 (detalhes)     | Jayne Torvill Christopher Dean     | ?                                   | ?                                        |
| Nottingham 1981 (detalhes)     | Jayne Torvill Christopher Dean     | Karen Barber Nicky Slater           | Wendy Sessions Stephen Williams          |
| Nottingham 1982 (detalhes)     | Jayne Torvill Christopher Dean     | Karen Barber Nicky Slater           | Wendy Sessions Stephen Williams          |
| Nottingham 1983 (detalhes)     | Jayne Torvill Christopher Dean     | Wendy Sessions Stephen Williams     | Sharon Jones Paul Askham                 |
| Nottingham 1984 (detalhes)     | Karen Barber Nicky Slater          | Sharon Jones Paul Askham            | Sharon Wilkinson Panos Pierre Panayi     |
| Nottingham 1985 (detalhes)     | Sharon Jones Paul Askham           | Elizabeth Coates Alan Abretti       | Danielle Biss David Crofts               |
| Nottingham 1986 (detalhes)     | Sharon Jones Paul Askham           | Elizabeth Coates Alan Abretti       | Danielle Biss David Crofts               |
| Bracknell 1987 (detalhes)      | Sharon Jones Paul Askham           | Annalisa Meyers Justin Green        | Julie Linney Graham Linney               |
| Birmingham NEC 1988 (detalhes) | Sharon Jones Paul Askham           | Karen Quinn Alan Abretti            | Lynn Burton Andrew Place                 |
| Basingstoke 1989 (detalhes)    | Lynn Burton Andrew Place           | Anne Hall Jason Blomfield           | Karen Quinn Alan Abretti                 |
| Basingstoke 1990 (detalhes)    | Anne Hall Jason Blomfield          | Lisa Bradby Alan Towers             | Melanie Bruce Andrew Place               |
| 1991 (detalhes)                | Melanie Bruce Andrew Place         | ?                                   | ? Colin Sturgess                         |
| Hull 1992 (detalhes)           | Marika Humphreys Justin Lanning    | Michelle Fitzgerald Vincent Kyle    | ?                                        |
| Sheffield 1993 (detalhes)      | Jayne Torvill Christopher Dean     | Marika Humphreys Justin Lanning     | Lynn Burton Duncan Lenard                |
| Hull 1994 (detalhes)           | Michelle Fitzgerald Vincent Kyle   | Clair Wileman Andrew Place          | Lynn Burton Duncan Lenard                |
| Basingstoke 1995 (detalhes)    | Marika Humphreys Philip Askew      | Clair Wileman Andrew Place          | Lisa Dunn John Dunn                      |
| Guildford 1996 (detalhes)      | Marika Humphreys Philip Askew      | Marie James Daniel Gray             | Lisa Dunn John Dunn                      |
| Hull 1997 (detalhes)           | Charlotte Clements Gary Shortland  | Radmila Chrobokova Justin Lanning   | Sinead Kerr Jamie Ferguson               |
| Milton Keynes 1998 (detalhes)  | Charlotte Clements Gary Shortland  | Sinead Kerr Jamie Ferguson          | Marika Humphreys Vitaliy Baranov         |
| Belfast 1999 (detalhes)        | Julie Keeble Lukasz Zalewski       | Charlotte Clements Gary Shortland   | Sinead Kerr Jamie Ferguson               |
| Ayr 2000 (detalhes)            | Marika Humphreys Vitaliy Baranov   | Sinead Kerr John Kerr               | Pam O'Connor Jonathon O'Dougherty        |
| Basingstoke 2001 (detalhes)    | Marika Humphreys Vitaliy Baranov   | Pam O'Connor Jonathon O'Dougherty   | Sinead Kerr John Kerr                    |
| Dumfries 2002 (detalhes)       | Pam O'Connor Jonathon O'Dougherty  | Sinead Kerr John Kerr               | Charlotte Clements Phillip Poole         |
| Sheffield 2003 (detalhes)      | Sinead Kerr John Kerr              | Pam O'Connor Jonathon O'Dougherty   | Marika Humphreys Vitaliy Baranov         |
| Nottingham 2004 (detalhes)     | Sinead Kerr John Kerr              | Pam O'Connor Jonathon O'Dougherty   | Phillipa Towler-Green Phillip Poole      |
| Sheffield 2005 (detalhes)      | Sinead Kerr John Kerr              | Phillipa Towler-Green Phillip Poole | Kira Geil Andrew Smykowski               |
| Nottingham 2006–07 (detalhes)  | Sinead Kerr John Kerr              | Phillipa Towler-Green Phillip Poole | Nicola Trippick Jamie Burns              |
| Sheffield 2007–08 (detalhes)   | Sinead Kerr John Kerr              | Phillipa Towler-Green Phillip Poole | Christina Chitwood Mark Hanretty         |
| Nottingham 2008–09 (detalhes)  | Sinead Kerr John Kerr              | Phillipa Towler-Green Phillip Poole | Louise Walden Owen Edwards               |
| Sheffield 2009–10 (detalhes)   | Sinead Kerr John Kerr              | Penny Coomes Nicholas Buckland      | Christina Chitwood Mark Hanretty         |
| Sheffield 2010–11 (detalhes)   | Louise Walden Owen Edwards         | nenhum outro competidor             | nenhum outro competidor                  |
| Sheffield 2011–12 (detalhes)   | Penny Coomes Nicholas Buckland     | Louise Walden Owen Edwards          | nenhum outro competidor                  |
| Sheffield 2012–13 (detalhes)   | Penny Coomes Nicholas Buckland     | Charlotte Aiken Josh Whidborne      | Louise Walden Owen Edwards               |
| Sheffield 2013 (detalhes)      | Penny Coomes Nicholas Buckland     | Carter Marie Jones Richard Sharpe   | Sophie Jones Jordan Brown                |
| Sheffield 2014 (detalhes)      | Olivia Smart Joseph Buckland       | Carter Marie Jones Richard Sharpe   | nenhum outro competidor                  |
| Sheffield 2015 (detalhes)      | Penny Coomes Nicholas Buckland     | Carter Marie Jones Richard Sharpe   | Eleanor Hirst Jordan Barrett             |
| Sheffield 2016 (detalhes)      | Lilah Fear Lewis Gibson            | Robynne Tweedale Joseph Buckland    | Ekaterina Fedyushchenko Lucas Kitteridge |
| Sheffield 2017 (detalhes)      | Penny Coomes Nicholas Buckland     | Lilah Fear Lewis Gibson             | Robynne Tweedale Joseph Buckland         |